# Ределхаузен
Ределхаузен (њем. Rödelhausen) општина је у њемачкој савезној држави Рајна-Палатинат. Једно је од 134 општинска средишта округа Рајн-Хунсрик. Према процјени из 2010. у општини је живјело 160 становника. Посједује регионалну шифру (AGS) 7140128.

## Географски и демографски подаци
Ределхаузен се налази у савезној држави Рајна-Палатинат у округу Рајн-Хунсрик. Општина се налази на надморској висини од 430 метара. Површина општине износи 2,6 km². У самом мјесту је, према процјени из 2010. године, живјело 160 становника. Просјечна густина становништва износи 62 становника/km².